# Galaktična latituda
Galaktična latituda ali galaktična širina (oznaka je b) je v astronomiji ena izmed galaktičnih koordinat, ki enolično določajo lego nebesnega telesa v galaktičnem koordinatnem sistemu. Druga koordinata je galaktična longituda.
Galaktično latitudo merimo v kotnih merskih enotah od galaktičnega ekvatorja do nebesnega telesa po galaktičnem poldnevniku, ki gre skozi nebesno telo.
Galaktična latituda lahko zavzame vrednosti samo od +90° do -90°. Pri tem je latituda +90° na severnem galaktičnem polu (ozvezdje Berenikinih kodrov (Com)), latituda -90° pa je na južnem galaktičnem polu v Kiparju (Scl).